# Morihiro Hosokawa
Morihiro Hosokawa (細川 護煕, Hosokawa Morihiro), né à Tokyo le 14 janvier 1938, est un homme d'État japonais. Il  fut Premier ministre du Japon entre août 1993 et avril 1994.

## Famille
Parmi ses ancêtres, on retrouve Hosokawa Gracia et Akechi Mitsuhide. Il est le petit-fils du prince Fumimaro Konoe, qui fut Premier ministre à la fin des années 1930 et au début des années 1940. 

## Patrimoine
Il est considéré comme étant le plus riche Premier ministre de l'histoire du Japon, devant Tarō Asō.